# Lymantriades xanthura
Lymantriades xanthura är en fjärilsart som beskrevs av Swinhoe 1907. Lymantriades xanthura ingår i släktet Lymantriades och familjen tofsspinnare. Inga underarter finns listade i Catalogue of Life.